# Храм Всех Святых на Кулишках
Храм Всех Святы́х на Кули́шках — православный храм в Таганском районе Москвы. Входит в состав Покровского благочиния Московской епархии Русской православной церкви. В 1999—2019 годах был подворьем Александрийской православной церкви.
Храм расположен на Славянской площади, недалеко от Китай-города. Несмотря на значительный уровень культурного слоя (отчасти снят с северо-востока), церковь продолжает определять архитектурный облик Славянской площади. В нескольких метрах от алтарной части храма устроен вход (№ 8) на станцию метро «Китай-город».

## История

### Возникновение
Первая деревянная церковь на этом месте была построена во времена Дмитрия Донского. В русских летописях под 1364 годом при описании большого московского пожара (получившего впоследствии название Всесвятского), церковь Всех Святых упоминается как уже существующая. В конце XVIII века в путеводителях по Москве появилось предположение о связи строительства храма с увековечиванием памяти воинов, павших 8 сентября 1380 года на Донском побоище. В XIV веке место, выбранное для церкви, было недалеко от границы Москвы и слово кулишки стало синонимом местонахождения «на краю земли»; теперь это исторический центр Москвы.
Фраза «у чёрта на куличках», как считается, связана с событиями 1666 года, когда в богадельне у Ивановского монастыря завелась нечистая сила, беспокоившая обитательниц богадельни своими проказами. Попытки изгнать нечистого духа силами монахов только раздражали его, так что он «стал обличать их самих в разных беззакониях». Избавиться от демона удалось лишь вмешательством призванного из Флорищевой пустыни иеромонаха Илариона (впоследствии митрополит Суздальский и Юрьевский), который «семь недель с двумя иноками там подвизался в молитвах».
Сейчас выражение «к чёрту на кулички» значит «очень далеко, неведомо куда, в глухомань». Современная форма, как обычно полагают и как считал ещё Владимир Даль, представляет собой переделку более старого выражения «к черту на кулижки», возникшую в результате подмены ставшего узкодиалектным слова кулижки «лесные полянки, острова на болоте» и созвучным существительному кулички «кулички, пасха».
Церковь была полностью перестроена в камне в 1488 году и затем вновь в стиле московского барокко в 1687—1689 годах.

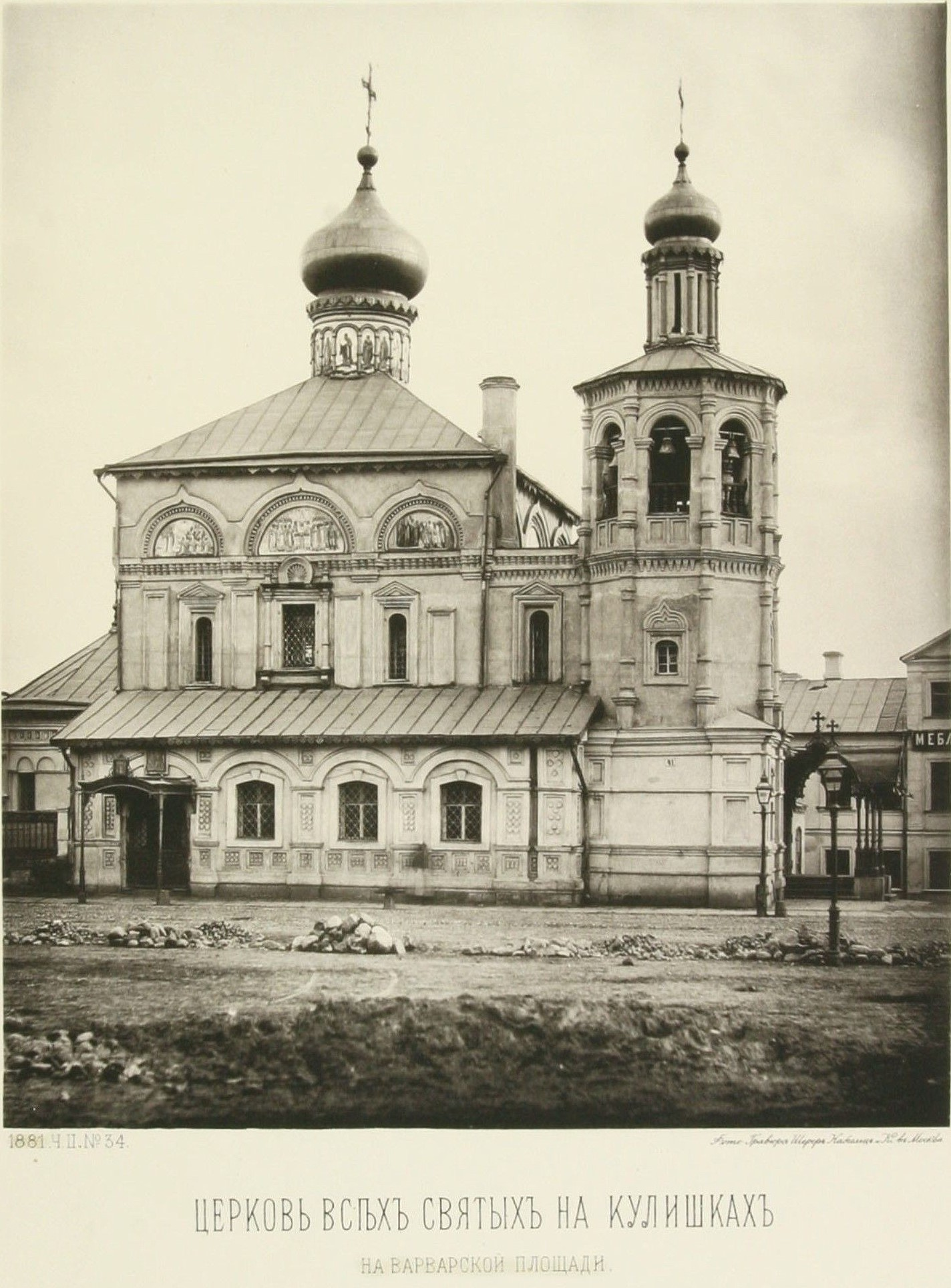
Фотография из альбома Николая Найдёнова. 1881 год

### Советский период
В 1930 году церковь была закрыта, но вместо планировавшегося сноса была приспособлена под нужды органов госбезопасности. О характере использования можно судить по тому, что в 1994 году в подвале церкви были обнаружены останки расстрелянных.
В 1975 году здание было передано Музею истории Москвы, в связи с чем в 1970—1982 годах была проведена реставрация этого памятника архитектуры.
В 1978—1979 годах, во время подготовки к празднованию 600-летия Куликовской битвы, были проведены археологические исследования и обнаружены остатки фундамента первоначального храма XIV века.

### Восстановление церкви
В 1991 году здание было возвращено Русской православной церкви (РПЦ). В 1994 году в подвале церкви были обнаружены останки расстрелянных, и в память о них у стены подвала был установлен крест с изображениями новомучеников.

#### Подворье Александрийского патриархата
31 марта 1999 года решением Священного синода Русской православной церкви храм был предоставлен для представительства (подворья) Александрийской православной церкви (ранее, с 1956 года, находилось в Одессе).
25 ноября 2019 года патриарх Московский и всея Руси Кирилл приостановил работу Александрийского подворья в Москве. Причина — признание патриархом Александрийским неканонической Православной церкви Украины. 26 декабря Священный синод РПЦ, подчеркнув, что решение патриарха Александрийского о признании украинских раскольников противоречит его неоднократным заявлениям в поддержку канонической Украинской православной церкви и митрополита Киевского и всея Украины Онуфрия, постановил «приостановить деятельность представительства (подворья) Александрийского Патриархата при Московском Патриаршем престоле». Представитель Александрийского патриарха митрополит Киринский Афанасий (Киккотис) от служения отстранён.

#### Подворье патриарха Московского и всея Руси
С ноября 2019 года по октябрь 2021 обязанности настоятеля Всехсвятского храма исполнял протоиерей Сергий Звонарёв.
Указом патриарха Кирилла от 11 октября 2021 года настоятелем подворья патриарха Московского и всея Руси храма Всех Святых на Кулишках города Москвы назначен архиепископ Ереванский и Армянский (ныне — митрополит Клинский) Леонид (Горбачёв).
30 декабря 2021 года архиепископ Леонид (Горбачёв) заявил, что подворье на Кулишках определено для административных нужд новообразованного Патриаршего экзархата Африки. 8 сентября 2023 года митрополит Леонид указом Патриарха освобождён от должности настоятеля.

## Настоятели
- 2019—2021 — протоиерей Сергий Звонарёв
- 2021—2023 — митрополит Клинский Леонид (Горбачёв)
- с 27 октября 2023 года — протоиерей Вадим Леонов

## Святыни храма
Во Всехсвятском храме находятся святыни, привезённые владыкой Афанасием из Киккского монастыря, расположенного на горе Киккос в северо-западной части острова Кипр. Это два мощевика: большой, в виде продолговатой раки, и малый, округлой формы, увенчанный высокой крышкой с крестом. В большом мощевике помещены частицы мощей древних святых угодников:
- Преподобномученицы Параскевы из Рима;
- Мученика Трифона из Апамеи;
- Великомученика Маманта из Гангры Пафлагонской;
- Великомученика Мины из Египта;
- Священномученика Антипы, епископа Пергамского;
- Святого апостола Филимона;
- Преподобного Онисифора;
- Великомученика Артемия;
- Священномученика Харалампия из Магнезии Фессалийской;
- Священномученика Поликарпа, епископа Смирнского;
- Святого апостола Филиппа;
- Мученика Саввы Стратилата.

В малом мощевике округлой формы почивает частица мощей святителя Николая Чудотворца.
Также святынями храма являются икона преподобного Серафима Саровского, список Киккской иконы Божией Матери, Крест-распятие, являющийся произведением искусства и другие святыни.

## Архитектура
Здание церкви двухъярусное, одноглавое, с единственной полукруглой апсидой, обстроенной с трёх сторон галереей, к западному фасаду которой примыкает паперть. С северо-западного угла силуэт церкви оживляет трёхъярусная восьмиугольная колокольня с барочными деталями. Это одна из немногих «пизанских башен» российской столицы.
Относительно времени строительства храма у искусствоведов нет единого мнения. Пышный декор окон и ложный пояс кокошников указывают на 1680-е годы как на наиболее вероятное время постройки. Впрочем, не исключено и то, что двухапсидный придел и трапезная были пристроены с южной стороны к четверику более раннего времени, возможно, даже годуновской эпохи.
Нижний ярус, скрытый от глаз культурным слоем, сохранил надгробия XV—XVI веков. Интересен северный портал с белокаменными деталями. Стенопись послепетровского времени в последнее время была отреставрирована.

## Духовенство
- Протоиерей Виталий Павлюткин
- Протоиерей Вячеслав Синельников
- Иерей Александр Романюк
- Иерей Дмитрий Захаров
- Диакон Дионисий Ошуев[17]

В 1918—1920 годах настоятелем храма служил Николай Добронравов, в будущем архиепископ Владимирский и Суздальский, убитый большевиками в 1937 году, причисленный к лику святых Русской православной церкви решением Архиерейского собора в августе 2000 года.